# Claude Nières
Claude Nières, né le 23 mars 1930 est un historien français.

## Biographie
Né le 23 mars 1930, Claude Nières est agrégé, docteur (1970) et docteur d'État (1987) en histoire.
Spécialiste d'histoire de la Bretagne, il est professeur émérite à l'université Rennes-II depuis 2004.

## Publications
- La Reconstruction d'une ville au XVIIIe siècle : Rennes, 1720-1760 (thèse de 3e cycle en histoire remaniée), Paris, Klincksieck, coll. « Institut armoricain de recherches historiques de Rennes » (no 13), 1972, 414 p. (BNF 35319365)[4].
- Avec Yvon Garlan, Les Révoltes bretonnes de 1675 : papier timbré et bonnets rouges, Paris, Éditions sociales, coll. « Problèmes : histoire » (no 1), 1975, 214 p. (BNF 34569486)[5].
- Les Bourgeois et le Pouvoir, Rennes, Ouest-France, coll. « Gens de l'Ouest sous la Révolution », 1988, 129 p. (ISBN 2-7373-0158-0).
- Sous sa dir., Histoire de Lorient, Toulouse, Privat, coll. « Pays et villes de France », 1988, 319 + 8 (ISBN 2-7089-8268-0).
- Sous sa dir., Histoire de Saint-Brieuc et du pays briochin, Toulouse, Privat, coll. « Univers de la France et des pays francophones », 1991, 316 p. (ISBN 2-7089-8296-6)[6].
- Faire la guerre : la guerre dans le monde, de la Préhistoire à nos jours, Toulouse, Privat, coll. « Bibliothèque historique Privat », 2001, 286 p. (ISBN 2-7089-5603-5).
- Les Villes de Bretagne au XVIIIe siècle (thèse d'État en histoire remaniée), Rennes, Presses universitaires de Rennes, coll. « Histoire », 2004, 597 p. (ISBN 2-86847-801-8, lire en ligne)[7].
- Privat : histoire d'une maison toulousaine, Toulouse, Privat, 2009, 284 p. (ISBN 978-2-7089-6866-0).
- Avec Pierre Debergé (photogr. Philippe Guionie et Lydie Lecarpentier-Thomas), L'Institut catholique de Toulouse, Toulouse, Privat, 2010, 127 p. (ISBN 978-2-7089-1763-7).
- La Bretagne et la mer, préface du volume éponyme, in Encyclopédie de la Bretagne, Rennes, 2013.